# Madar

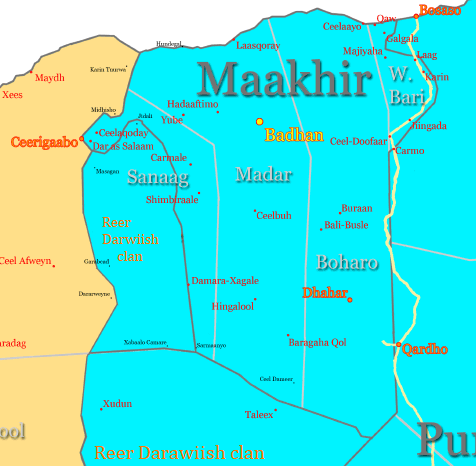
Mapa de Maakhir com a região de Madar ao centro

Madar é uma região do autodeclarado estado autônomo de Maakhir, no nordeste da África. A região foi desmembrada da antiga região somali de Sanaag em 23 de setembro de 2007. A capital de Madar é a cidade de Badhan, também capital de Maakhir. Madar é banhada ao norte pelo Golfo de Aden e faz divisa com as regiões de Boharo a leste, Sanaag a oeste e Sool, região da Somalilândia em disputa com Puntlândia, ao sul.

## Distritos
- Badhan - Capital da região e de Maakhir
- Hadaaftimo
- Hingalol
- Las Khorey
- Yube
- Ceelbuh